# Křišťanovice
Křišťanovice település Csehországban, Bruntáli járásban. Křišťanovice Dvorce, Roudno, Moravský Beroun és Bílčice településekkel határos. Lakosainak száma 236 fő (2024. január 1.).

## Népesség
A település lakosságának változását az alábbi diagram mutatja:
| Lakosok száma | 606  | 664  | 589  | 360  | 276  | 235  | 271  | 267  | 221  | 236  |
|               | 1869 | 1900 | 1921 | 1961 | 1980 | 2011 | 2016 | 2019 | 2021 | 2024 |